# کوتراسوفکا
کوتراسوفکا (انگلیسی: Kutrasovka) یک شهرک در شهرستان دووانسکی در استان باشقیرستان کشور روسیه است.